# アポカリプス映画の一覧
以下は、終末論的な長編映画の一覧。本項における全ての映画は、世界の終わり、終わりの前兆（ウイルス感染の大流行後の世界など）、終末後の世界が描かれている作品である。

## 1950年以前
- The End of the World（1916）
- 世界の終り（英語版） End of the World（1931年）
- 世界大洪水 Deluge（1933年）
- 来るべき世界（英語版） Things to Come（1936）

## 1950年代
- Five (1951)
- 地球最後の日 When Worlds Collide (1951)
- ロボット・モンスター Robot Monster (1953)
- 宇宙戦争 The War of the Worlds (1953)
- 原子怪獣と裸女（英語版） Day the World Ended (1955)
- ボディ・スナッチャー/恐怖の街 Invasion of the Body Snatchers (1956)
- World Without End (1956)
- The Lost Missile (1958)
- Teenage Caveman (1958)
- 渚にて On the Beach (1959)
- The World, the Flesh and the Devil (1959)

## 1960年代
- Beyond the Time Barrier (1960)
- Last Woman on Earth (1960)
- タイム・マシン 80万年後の世界へ The Time Machine (1960)
- Battle of the Worlds (1961)
- 世界大戦争 (1961)
- The Day the Earth Caught Fire (1961)
- The Creation of the Humanoids (1962)
- 性本能と原爆戦 Panic in Year Zero! (1962)
- 人類SOS! The Day of the Triffids (1962)
- This Is Not a Test (1962)
- ラ・ジュテ La Jetée (1962)
- Ladybug Ladybug (1963)
- 博士の異常な愛情 または私は如何にして心配するのを止めて水爆を愛するようになったか Dr. Strangelove or: How I Learned To Stop Worrying and Love the Bomb (1964)
- タイム・トラベラーズ The Time Travelers (1964)
- 未知への飛行 Fail Safe (1964)
- 地球最後の男 The Last Man on Earth (1964)
- 地球は壊滅する Crack in the World (1965)
- The War Game (1966)
- 地球侵略戦争2150 Daleks – Invasion Earth: 2150 A.D. (1966)
- In the Year 2889 (1967)
- Late August at the Hotel Ozone (1967)
- ナイト・オブ・ザ・リビングデッド Night of the Living Dead (1968)
- 猿の惑星 Planet of the Apes (1968)
- Il seme dell'uomo (1969)
- The Bed Sitting Room (1969)

## 1970年代
- 続・猿の惑星 Beneath the Planet of the Apes (1970)
- 地球爆破作戦 Colossus: The Forbin Project (1970)
- Gas-s-s-s (1970)
- 最後の脱出（英語版） No Blade of Grass (1970)
- アンドロメダ… The Andromeda Strain (1971)
- 新・猿の惑星 Escape from the Planet of the Apes (1971)
- Glen and Randa (1971)
- 地球最後の男オメガマン The Omega Man (1971)
- Beware! The Blob (1972)
- 猿の惑星・征服 Conquest of the Planet of the Apes (1972)
- A Distant Thunder (1972)
- サイレント・ランニング Silent Running (1972)
- A Thief in the Night (1972)
- 最後の猿の惑星 Battle for the Planet of the Apes (1973)
- The Final Programme (The Last Days of Man on Earth) (1973)
- Genesis II (1973)
- ソイレント・グリーン Soylent Green (1973)
- フェイズIV 戦慄!昆虫パニック Phase IV (1974)
- Planet Earth (1974)
- Where Have All the People Gone? (1974)
- 未来惑星ザルドス Zardoz (1974)
- ブラック・ムーン（英語版） Black Moon (1975)
- 少年と犬 A Boy and His Dog (1975)
- The Noah (1975)
- SF最後の巨人 The Ultimate Warrior (1975)
- The Late Great Planet Earth (1976)
- 2300年未来への旅 Logan's Run (1976)
- 世界が燃えつきる日 Damnation Alley (1977)
- End of the World (1977)
- 悪魔が最後にやってくる! Holocaust 2000 (1977)
- The Last Wave (1977)
- Wizards (1977)
- ゾンビ Dawn of the Dead (1978)
- SF/ボディ・スナッチャー Invasion of the Body Snatchers (1978)
- マッドマックス Mad Max (1979)
- クィンテット（英語版） Quintet (1979)
- 未来元年 破壊都市（英語版） Ravagers (1979)
- The Shape of Things to Come (1979)
- ストーカー Stalker (1979)

## 1980年代
- アップル（英語版） The Apple (1980)
- フラッシュ・ゴードン Flash Gordon (1980)
- 火の鳥2772 愛のコスモゾーン (1980)
- 復活の日 (1980)
- ニューヨーク1997 Escape from New York (1981)
- Image of the Beast (1981)
- マッドマックス2　Mad Max 2 (The Road Warrior) (1981)
- Malevil (1981)
- バトルトラック（英語版） Battletruck (1982)
- ブレードランナー Blade Runner (1982)
- Café Flesh (1982)
- 遊星からの物体X The Thing (1982)
- 第三次世界大戦 World War III (1982)
- ザ・デイ・アフター The Day After (1983)
- Exterminators of the Year 3000 (1983)
- 最後の戦い Le Dernier Combat (1983)
- The Prodigal Planet (1983)
- Stryker (1983)
- テスタメント Testament (1983)
- スペースノア Das Arche Noah Prinzip (1984)
- 風の谷のナウシカ (1984)
- Night of the Comet (1984)
- Sexmission (1984)
- ターミネーター The Terminator (1984)
- SF核戦争後の未来・スレッズ Threads (1984)
- 風が吹くとき When the Wind Blows (1984)
- 死霊のえじき Day of the Dead (1985)
- Def-Con 4 (1985)
- マッドマックス/サンダードーム Mad Max Beyond Thunderdome (1985)
- The Quiet Earth (1985)
- ラジオ・アクティヴ・ドリーム（英語版） Radioactive Dreams (1985)
- 死者からの手紙（英語版） Dead Man's Letters (1986)
- 北斗の拳 (1986)
- Land of Doom (1986)
- 太陽の7人 Solarbabies (1986)
- チェリー2000 Cherry 2000 (1987)
- スティール・ドーン 太陽の戦士（英語版） Steel Dawn (1987)
- AKIRA (1988)
- Hell Comes to Frogtown (1988)
- ミラクル・マイル（英語版） Miracle Mile (1988)
- 第七の予言 The Seventh Sign (1988)
- サルート・オブ・ザ・ジャガー The Blood of Heroes (The Salute of the Jugger) (1989)
- バンカー・パレス・ホテル Bunker Palace Hôtel (1989)
- サイボーグ Cyborg (1989)
- ミレニアム/1000年紀 Millennium (1989)
- A Visitor to a Museum (1989)

## 1990年代
- By Dawn's Early Light (1990)
- プラグヘッド 悪魔の電脳人間（英語版） Circuitry Man (1990)
- 侍女の物語 The Handmaid's Tale (1990)
- ハードウェア Hardware (1990)
- クライシス2050 Solar Crisis (1990)
- デリカッセン Delicatessen (1991)
- バトルトラック2053（英語版） Neon City (1991)
- The Rapture (1991)
- ターミネーター2 Terminator 2: Judgment Day (1991)
- 夢の涯てまでも Until the End of the World (1991)
- スプリット・セカンド（英語版） Split Second (1992)
- American Cyborg: Steel Warrior (1993)
- ボディ・スナッチャーズ Body Snatchers (1993)
- The Last Border (1993)
- マウス・オブ・マッドネス In the Mouth of Madness (1994)
- Plughead Rewired: Circuitry Man II (1994)
- Without Warning (1994)
- 12モンキーズ 12 Monkeys (1995)
- ジャッジ・ドレッド Judge Dredd (1995)
- ゴッド・アーミー/悪の天使 The Prophecy (1995)
- Sentinel 2099 (1995)
- Steel Frontier (1995)
- タンク・ガール Tank Girl (1995)
- ウォーターワールド Waterworld (1995)
- アライバル/侵略者 The Arrival (1996)
- エスケープ・フロム・L.A. Escape from L.A. (1996)
- インデペンデンス・デイ Independence Day (1996)
- オメガ・ドーム（英語版） Omega Doom (1996)
- 新世紀エヴァンゲリオン劇場版 Air/まごころを、君に (1997)
- Future Fear (1997)
- Invasion (1997)
- ポストマン The Postman (1997)
- アルマゲドン Armageddon (1998)
- ディープ・インパクト Deep Impact (1998)
- Last Night (1998)
- ゴッド・アーミー/復讐の天使 The Prophecy 2 (1998)
- シックス・ストリング・サムライ Six String Samurai (1998)
- ドグマ Dogma (1999)
- エンド・オブ・デイズ End of Days (1999)
- マトリックス The Matrix (1999)
- CODE:0000 コード:ゼロ The Omega Code (1999)

## 2000年代
- FAIL SAFE 未知への飛行 Fail Safe (2000)
- The Last Warrior (2000)
- Left Behind (2000)
- ロスト・ソウルズ Lost Souls (2000)
- エンド・オブ・ザ・ワールド On the Beach (2000)
- ゴッド・アーミー 聖戦 The Prophecy 3: The Ascent (2000)
- タイタンA.E. Titan A.E. (2000)
- A.I. A.I. Artificial Intelligence (2001)
- ファイナルファンタジー Final Fantasy: The Spirits Within (2001)
- メギド Megiddo: The Omega Code 2 (2001)
- 28日後... 28 Days Later (2002)
- Blue Gender:The Warrior (2002)
- サラマンダー Reign of Fire (2002)
- バイオハザード Resident Evil (2002)
- リターナー Returner (2002)
- タイムマシン The Time Machine (2002)
- アニマトリックス The Animatrix (2003)
- ドラゴンヘッド (2003)
- ドリームキャッチャー Dreamcatcher (2003)
- マトリックス リローデッド The Matrix Reloaded (2003)
- マトリックス レボリューションズ The Matrix Revolutions (2003)
- 地球を守れ！（英語版） Save the Green Planet! (2003)
- ターミネーター3 Terminator 3: Rise of the Machines (2003)
- タイム・オブ・ザ・ウルフ Le Temps du loup (2003)
- ドーン・オブ・ザ・デッド Dawn of the Dead (2004)
- デイ・アフター・トゥモロー The Day After Tomorrow (2004)
- バイオハザードII アポカリプス Resident Evil: Apocalypse (2004)
- ショーン・オブ・ザ・デッド Shaun of the Dead (2004)
- イーオン・フラックス Æon Flux (2005)
- ランド・オブ・ザ・デッド Land of the Dead (2005)
- The Prophecy: Forsaken (2005)
- スーパーボルケーノ（英語版） Supervolcano (2005)
- 宇宙戦争 War of the Worlds (2005)
- トゥモロー・ワールド Children of Men (2006)
- 26世紀青年 Idiocracy (2006)
- クライシス（英語版） Right at Your Door (2006)
- Solar Attack (2006)
- サウスランド・テイルズ Southland Tales (2006)
- アルマゲドン20XX（英語版） 20 Years After (2007)
- 28週後... 28 Weeks Later (2007)
- The Dark Hour (2007)
- アイ・アム・レジェンド I Am Legend (2007)
- インベージョン The Invasion (2007)
- プラネット・テラー in グラインドハウス Planet Terror (2007)
- バイオハザードIII Resident Evil: Extinction (2007)
- The Signal (2007)
- Tooth and Nail (2007)
- バビロンA.D. Babylon A.D. (2008)
- ブラインドネス Blindness (2008)
- エンバー 失われた光の物語 City of Ember (2008)
- 地球が静止する日 The Day the Earth Stood Still (2008)
- デイブレイカー Daybreakers (2008)
- ドゥームズデイ Doomsday (2008)
- ハプニング The Happening (2008)
- ON AIR オンエア 脳・内・感・染（英語版） Pontypool (2008)
- バイオハザード ディジェネレーション Resident Evil: Degeneration (2008)
- ウォーリー (映画) WALL-E (2008)
- 9 〜9番目の奇妙な人形〜 9 (2009)
- 2012 2012 (2009)
- Battlestar Galactica: The Plan (2009)
- フェーズ6 Carriers (2009)
- Earth 2100 (2009)
- Happy End (2009)
- ノウイング Knowing (2009)
- パンドラム Pandorum (2009)
- ザ・ロード The Road (2009)
- ターミネーター4 Terminator Salvation (2009)
- ウォッチメン Watchmen (2009)
- ゾンビランド Zombieland (2009)

## 2010年代
- ザ・ウォーカー The Book of Eli (2010)
- ゾンビ革命　フアン・オブ・ザ・デッド（英語版） Juan de los Muertos (2010)
- レギオン Legion (2010)
- Maximum Shame (2010)
- モンスターズ/地球外生命体 Monsters (2010)
- バイオハザードIV アフターライフ Resident Evil: Afterlife (2010)
- スカイライン -征服- Skyline (2010)
- ステイク・ランド 戦いの旅路 Stake Land (2010)
- リセット Vanishing on 7th Street (2010)
- 4：44 地球最期の日（英語版） 4:44 Last Day on Earth (2011)
- ダーケストアワー 消滅 The Darkest Hour (2011)
- THE DAY ザ・デイ（英語版） The Day (2011)
- ゾンビ・ヘッズ 死にぞこないの青い春 Deadheads (2011)
- ディヴァイド The Divide (2011)
- HELL（英語版） Hell (2011)
- メランコリア Melancholia (2011)
- パーフェクト・センス Perfect Sense (2011)
- 猿の惑星: 創世記 Rise of the Planet of the Apes (2011)
- テイク・シェルター Take Shelter (2011)
- 5 Shells (2012)
- 世界侵略: ロサンゼルス決戦 Battle: Los Angeles (2012)
- クラウド アトラス Cloud Atlas (2012)
- ロンドンゾンビ紀行 Cockneys vs Zombies (2012)
- ジャッジ・ドレッド Dredd (2012)
- ハンガー・ゲーム The Hunger Games (2012)
- It's a Disaster (2012)
- バイオハザードV リトリビューション Resident Evil: Retribution (2012)
- バイオハザード ダムネーション Resident Evil: Damnation (2012)
- エンド・オブ・ザ・ワールド Seeking a Friend for the End of the World (2012)
- ラスト・ワールド（英語版） After the Dark (2013)
- アフター・アース After Earth (2013)
- Antisocial (2013)
- コロニー5 The Colony (2013)
- オール・ユー・ニード・イズ・キル Edge of Tomorrow (2013)
- 世界の終り Goodbye World (2013)
- ザ・ホスト 美しき侵略者 The Host (2013)
- ラスト・デイズ（英語版） Los Últimos Días (2013)
- オブリビオン Oblivion (2013)
- パシフィック・リム Pacific Rim (2013)
- エンド・オブ・ザ・アース（英語版） Rapture-Palooza (2013)
- スノーピアサー Snowpiercer (2013)
- ファイナル・アワーズ（英語版） These Final Hours (2013)
- ディス・イズ・ジ・エンド 俺たちハリウッドスターの最凶最期の日 This Is the End (2013)
- ウォーム・ボディーズ Warm Bodies (2013)
- ワールド・ウォーZ World War Z (2013)
- ワールズ・エンド 酔っぱらいが世界を救う! The World's End (2013)
- Aftermath (2014)
- 猿の惑星: 新世紀 Dawn of the Planet of the Apes (2014)
- Die Gstettensaga: The Rise of Echsenfriedl (2014)
- インターステラー Interstellar (2014)
- ラスト・サバイバーズ（英語版） The Last Survivors (2014)
- メイズ・ランナー The Maze Runner (2014)
- ノア 約束の舟 Noah (2014)
- 奪還者（英語版） The Rover (2014)
- Wyrmwood: Road of the Dead (2014)
- マッド・ガンズ Young Ones (2014)
- アポカリプス・トゥモロー（英語版） Zodiac: Signs of the Apocalypse (2014)
- AIR エアー（英語版） Air (2015)
- 進撃の巨人 (2015)
- 世界の終わりのいずこねこ (2015)
- ハーモニー・オブ・ザ・デッド Extinction (2015)
- フィフス・ウェイブ The Fifth Wave (2015)
- Hidden (2015)
- スイッチ・オフ Into the Forest (2015)
- エルサレム（英語版） JeruZalem (2015)
- マッドマックス 怒りのデス・ロード Mad Max: Fury Road (2015)
- メイズ・ランナー2: 砂漠の迷宮 Maze Runner: The Scorch Trials (2015)
- ゾンビーワールドへようこそ Scouts Guide to the Zombie Apocalypse (2015)
- The Survivalist (2015)
- ターミネーター:新起動/ジェニシス Terminator Genisys (2015)
- ターボキッド（英語版） Turbo Kid (2015)
- 死の谷間 Z for Zachariah (2015)
- 10 クローバーフィールド・レーン 10 Cloverfield Lane (2016)
- セル Cell (2016)
- Day of Reckoning (2016)
- Diverge (2016)
- ディストピア パンドラの少女 The Girl with All the Gifts (2016)
- アイアムアヒーロー (2016)
- The Northlander (2016)
- ソウル・ステーション/パンデミック Seoul Station (2016)
- 新感染 ファイナル・エクスプレス Train to Busan (2016)
- ブレードランナー 2049 Blade Runner 2049 (2017)
- 境界線（英語版） Bokeh (2017)
- カーゴ Cargo (2017)
- ディープ Deep (2017)
- Everything Beautiful Is Far Away (2017)
- イット・カムズ・アット・ナイト It Comes at Night (2017)
- バイオハザード: ザ・ファイナル Resident Evil: The Final Chapter (2017)
- バイオハザード: ヴェンデッタ Resident Evil: Vendetta (2017)
- ステファニー 死体と暮らす少女 Stephanie (2017)
- マイティ・ソー バトルロイヤル Thor: Ragnarok (2017)
- 猿の惑星: 聖戦記 War for the Planet of the Apes (2017)
- バード・ボックス Bird Box (2018)
- Blue World Order (2018)
- ザ・ドメスティックス（英語版） The Domestics (2018)
- すべての終わり How It Ends (2018)
- 孤独なふりした世界で I Think We're Alone Now (2018)
- メイズ・ランナー: 最期の迷宮 Maze Runner: The Death Cure (2018)
- 移動都市/モータル・エンジン Mortal Engines (2018)
- パシフィック・リム: アップライジング Pacific Rim: Uprising (2018)
- インフェクテッドZ（英語版） Patient Zero (2018)
- クワイエット・プレイス A Quiet Place (2018)
- What Still Remains (2018)
- レゴ ムービー 2 The Lego Movie 2: The Second Part (2019)
- ライト・オブ・マイ・ライフ Light of My Life (2019)
- ザ・サイレンス 闇のハンター The Silence (2019)
- ターミネーター:ニュー・フェイト Terminator: Dark Fate (2019)
- 流転の地球 流浪地球 (2019)
- ゾンビランド:ダブルタップ Zombieland: Double Tap (2019)

## 2020年代
- ＃生きている（英語版） #Alive （2020）
- クレイジーズ 42日後（英語版） Alone（2020）
- Friend of the World（2020）
- グリーンランド -地球最後の2日間- Greenland（2020）
- ラブ＆モンスターズ Love and Monsters（2020）
- ミッドナイト・スカイ The Midnight Sky（2020）
- 新感染半島 ファイナル・ステージ 반도（2020）
- ソングバード Songbird（2020）
- 2067 （2020）
- アーミー・オブ・ザ・デッド Army of the Dead（2021）
- AWAKE/アウェイク Awake（2021）
- ドント・ルック・アップ Don't Look Up（2021）
- フィンチ Finch（2021）
- How It Ends (2021)
- マトリックス レザレクションズ The Matrix Resurrections（2021）
- ミッチェル家とマシンの反乱 The Mitchells vs. the Machines（2021）
- Quarantine (2021)
- クワイエット・プレイス 破られた沈黙 A Quiet Place Part II （2021）
- バイオハザード: ウェルカム・トゥ・ラクーンシティ Resident Evil: Welcome to Raccoon City（2021）
- サイレント・ナイト Silent Night（2021）
- トゥモロー・ウォー The Tomorrow War (2021)
- マザー/アンドロイド Mother/Android（2021）
- Resident Evil: Death Island (2023)

## 参照
- アポカリプス的およびポストアポカリプス的作品の一覧（英語版）
- ディザスター映画の一覧（英語版）
- ディストピア映画の一覧（英語版）